# Wilhelm von Fircks
Freiherr Wilhelm Friedrich Karl von Fircks (ur. 14 sierpnia 1870 w Rettingen w guberni kowieńskiej, zm. 10 grudnia 1933 w Rydze) – niemiecki baron, geolog i polityk, przywódca Partii Niemiecko-Bałtyckiej, poseł do Sejmu Łotwy (1920–1933). 

## Biogram
W latach 1884–1891 uczęszczał do szkół średnich, m.in. gimnazjum w Mitawie. Od 1891 do 1892 odbywał służbę wojskową w Narwie. W 1892 wyjechał do Freibergu na studia z dziedziny geologii i górnictwa (w 1897 uzyskał dyplom). W 1896 wziął udział w ekspedycji geologicznej Irangi w Niemieckiej Afryce Wschodniej. Od 1897 do 1898 pełnił obowiązki asystenta geologii na Uniwersytecie we Freibergu. Od 1898 do 1901 przebywał jako specjalista w spółkach górniczych w Serbii, później w Hiszpanii (1901–1903), a od 1903 do 1917 był dyrektorem generalnym Compagnie Industrielle du Platine na Uralu. 
Po rewolucji październikowej powrócił na Łotwę, gdzie do 1920 był właścicielem ziemskim. Po wywłaszczeniu władał majątkiem Varwe w okolicach Windawy. W 1920 objął przewodnictwo nad Partią Niemiecko-Bałtycką (Deutsch-Baltische Partei), później został przywódcą Niemiecko-Bałtyckiej Partii Ludowej (Deutsch-Baltische Volkspartei). Pełnił mandat posła na Sejm Ustawodawczy oraz Sejmy I, II, III i IV kadencji (1920–1933). W parlamencie był wiceprzewodniczącym Niemieckiego Klubu Poselskiego. W 1929 stanął na czele (niemieckiego) Związku Rolników w Łotwie. Był również przewodniczącym Kurlandzkiego Zrzeszenia Powszechnej Użyteczności.